# NGC 3678
NGC 3678 is een spiraalvormig sterrenstelsel in het sterrenbeeld Leeuw. Het hemelobject werd op 13 april 1831 ontdekt door de Britse astronoom John Herschel.

## Synoniemen
- UGC 6443
- MCG 5-27-71
- ZWG 156.75
- WAS 21
- KUG 1123+281
- PGC 35177